# 银翼杀手 (游戏)
《银翼杀手》是一个由西木工作室开发， 维珍互动发行的点击式冒险游戏，1997年11月17日在Microsoft Windows平台发售。 游戏不是直接改编自雷德利·斯科特1982年导演的电影（台湾首映译《2020年》），而是一个“外传”，讲述了一个原创的故事。故事和电影的剧情平行发生，有时也有交错。
游戏的舞台设定在2019的洛杉矶，讲述了警探雷·麦考伊（Ray McCoy）的故事。麦考伊和电影的主角瑞克·戴克（Rick Deckard）同属于“银翼杀手”小队，他的任务也是猎杀危险的人造人。 几位电影中的角色出现在游戏中，但戴克在游戏中没有台词，只是几次被谈到或看到。此外，电影中的几个重要地点出现在游戏中。
游戏被宣传为一个“实时3D冒险游戏”，因为它是最早使用3D角色渲染，并具有实时变化的游戏世界的游戏之一。和同时代的很多游戏不同，它采用了西木工作室自己的基于软件渲染的体素技术。

## 游戏玩法

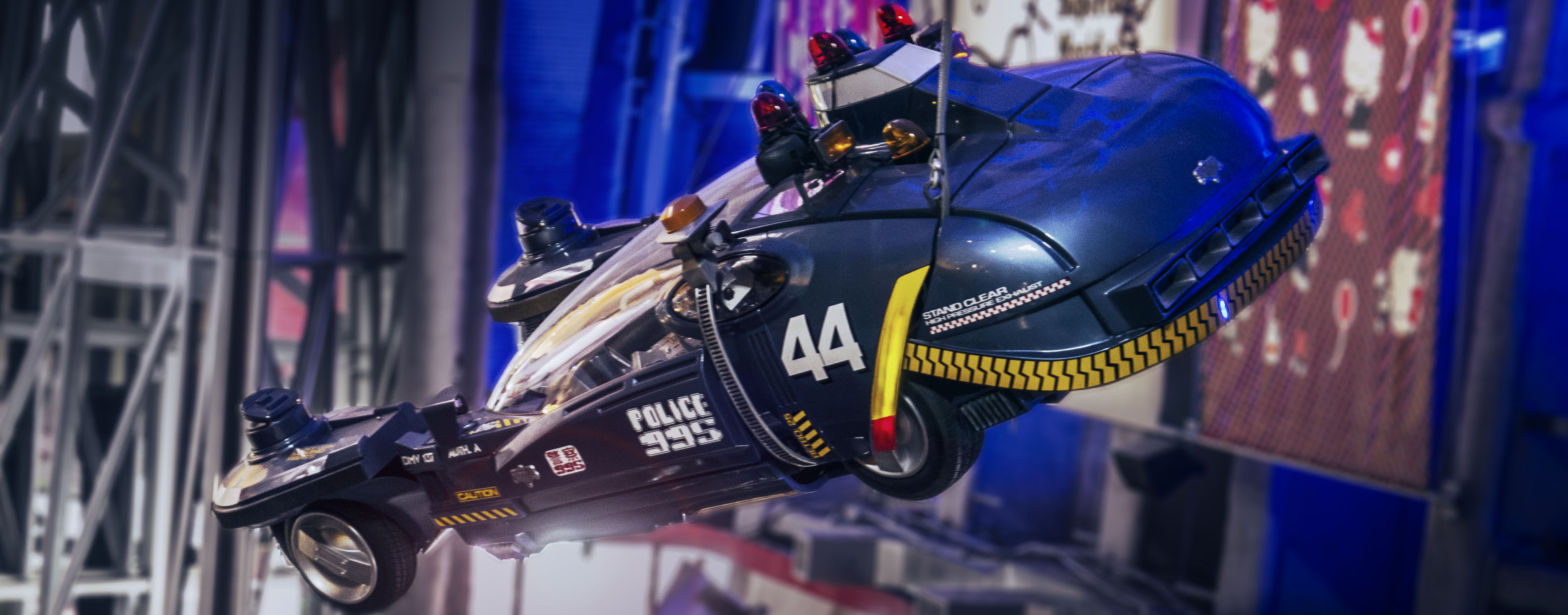
警用飞车模型

游戏是一个点击式冒险游戏，以第三人称视角进行。玩家使用鼠标在游戏世界里移动、探索和互动。指针在不同的情境下，有四种形式。一是标准的灰色指针，可以用来移动麦考伊。二是一个会动的绿色指针，表示麦考伊可以和物品互动，或者和NPC对话。 三是一个会动的蓝色指针，表示一个出口（通常出现在屏幕的边缘、门或者警用飞车上）。麦考伊可以通过出口离开当前场景，到达新的区域。四是一个准星，它只在战斗模式中出现。准星一般是灰色的，当准星移动到可以射击的目标上时，会变成红色并旋转，此时麦考伊可以开枪（pp. 6-7）。
本作的主要目标是探案，而不是解密或者战斗。主要的玩法包括搜寻证据，询问嫌犯和分析线索。 为了使故事推进，需要事先找到一些特定的线索。 发现线索的方法有搜索犯罪现场，线索的形式则可能是物品，照片，采访或者不寻常的标记。在分析照片时，玩家必须使用 ESPER 系统 （p. 17） 。有时在游戏中会有战斗，但很少是强制性的。唯一可用的武器是麦考伊的警用手枪，枪里可以装填不同的弹药（p. 13）。

在游戏中使用人性测试机的界面

玩家的另外一个重要的侦查工具是人性测试机（Voight-Kampff Machine）,可以用来测试对方是否是人造人。通常这种测试是在游戏进行到某个阶段时自动开始的。 测试中会展示被测者眼睛的特写和三根指针。第一根指针越向右，被测者是人类的可能性越高。第二根指针越向右，被测者是人造人的可能性就越高。第三根指针展示被测者感到的压力。玩家可以选择问低、中、高三种强度的问题。如果玩家把被测者逼得太紧，测试可能在得到结果前就结束。当机器确定了被测者是否是人造人后，测试会自动结束。（p. 22） 接下来玩家必须决定要采取什么行动，从而影响故事以后的发展。比如，如果发现一名被测者是人造人，玩家可以选择杀死他，或者尝试逮捕他，或者让他逃走。 当新游戏开始时，系统随机决定哪些角色是人造人。

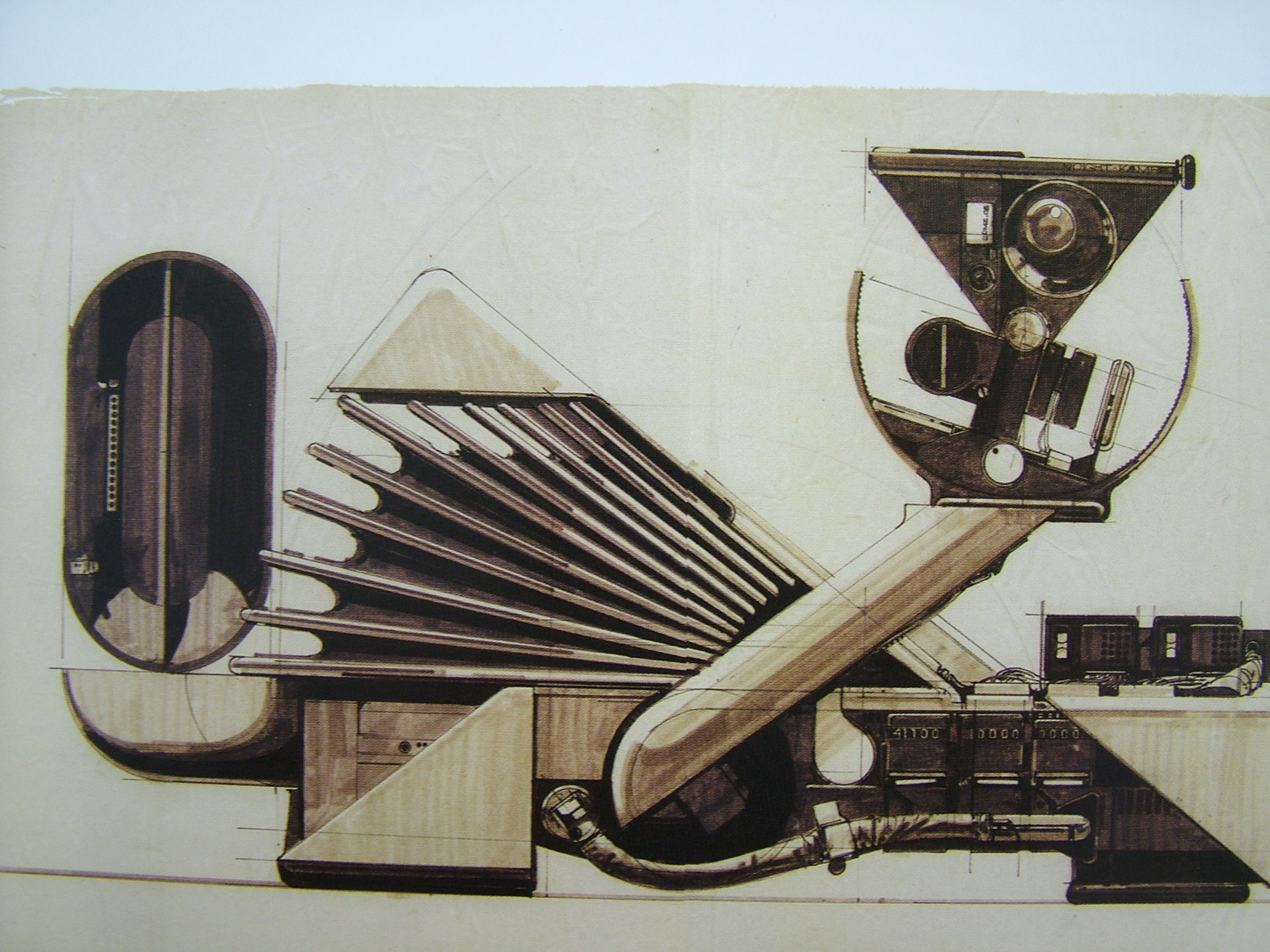
由席德·米德设计的人性测试机外观

除了使用人性测试机时，玩家还需要决定麦考伊在其他时候如何表现。 比如向NPC提问时，可以选择态度是较为温和还是强硬。玩家可以选择下面的五种对话时的风格：礼貌、正常、粗暴、不稳定和“玩家选择”。如果选择了最后一种风格，那么在对话时会出现一个菜单，可以从中选择谈话的主题。 （p. 15） 每个选择会对剧情有不同的影响，而总体的选择情况会引导麦考伊走向游戏的13个结局之一。
所有的线索，对话历史和文档都会存储到麦考伊的“知识集成系统” (KIA)中。在那里它们被自动整理，从而更容易查询。 KIA 有三个主要部分。“犯罪现场面板”列出了各种各样的犯罪现场，还有所有已知的嫌犯和所有相关的线索。“嫌犯面板”列出了所有和嫌犯相关的信息。它包括嫌犯的照片，他们可能涉嫌的犯罪，还有把他们和某个犯罪联系起来的线索列表。“线索面板”是一个全部线索的总表，其中也包括还没有联系到特定犯罪和嫌犯的线索。KIA里边也有麦考伊的金钱的弹药的信息。（pp. 10-13）
游戏非线性地“实时”进行，这表示当麦考伊调查和收集线索时，NPC角色也在游戏世界的某个地方做着某种行动，完成各自的目标。（p. 8） 一个例子是在警察局里边有个大型计算机，当玩家从自己的KIA向主机上传数据时，由其他银翼杀手收集的证据也会自动下载到玩家的KIA上面。 下载到什么是随机的，不同的银翼杀手收集的线索会在不同时间点变得可用。（p. 18）

## 故事

### 主要角色
- 雷·麦考伊（马克·本宁霍芬 Mark Benninghofen）[註 12]: 游戏的主人公，是一名银翼杀手。麦考伊在公寓里养了一只叫麦琪的狗。
- 水晶·斯蒂尔（Crystal Steele） (莉萨·埃德尔斯坦）: 最好的银翼杀手之一，并且是卧底的专家。她恨人造人，相信他们应该被灭绝。她刚开始面对麦考伊时，表现的有点居高临下。不过随着剧情的发展，对他慢慢开始尊敬起来。
- 加夫（Gaff）（哈维尔·格拉杰达 Javier Grajeda）[註 13]: 一名富有经验的银翼杀手，常给麦考伊提供建议。
- 爱迪生·古扎中尉（Lt. Edison Guzza） （杰夫·格尔林）: 在前任指挥官布莱恩上尉请病假期间，临时负责银翼杀手小队的警官。
- 克洛维斯（Clovis）（马克·罗斯顿）: 人造人集团的领袖。十分机智和雄辩。他极为残忍、不可预测、有时会做出极富攻击性的行为。
- 露西·德夫林（Lucy Devlin）（保利·佩雷特（英语：Pauley Perrette））: 一个十四岁的女孩，她在被人造人袭击的宠物店工作。

出演了1982年电影的演员中，有一些在游戏中客串登场，给自己的角色进行了配音。其中包括辛·楊 、布瑞恩·詹姆斯、吴汉章、乔·特科尔和威廉·桑德森 。

### 剧情
游戏开始时，用一段文字介绍了故事的背景。这段文字和电影开头时的文字完全相同，大意是说泰瑞尔公司开发了人造人，他们的身体比人类强壮、敏捷，脑子也不比人类差。由于人造人在外太空殖民地引发了叛变，他们在地球上被宣布为非法，由银翼杀手小队负责击杀。主人公麦考伊被分配了一个追踪人造人的任务。这些人造人被怀疑在宠物店屠杀了动物。
在麦考伊的调查取得一些进展后，他被陷害杀死了一名市民。陷害他的是他贪污腐败的上司古扎（Guzza）中尉，古扎为了不让人造人公布他的不法行为，曾偷偷帮助过人造人。在被迫躲藏起来以后，麦考伊探索了洛杉矶不为人知的阴暗地区，并联系了双胞胎人造人卢瑟（Luther）和兰斯（Lance）。双胞胎们曾是泰瑞尔公司的基因设计师，现在他们努力延长自己和其他人造人的寿命。从他们手上，麦考伊得到了包含古扎贪污证据的详细报告。他使用这份报告逼迫古扎修正自己被篡改的记录。他们在城市的下水道见面，在那里古扎被人造人打伤。这里玩家可以选择逃走或者杀死古扎。
游戏有13个结局，由玩家的总体行动和选择决定。 这些结局有以下三种主题：
- 麦考伊是人类，他独自或和同事斯蒂尔一起猎杀人造人。
- 麦考伊是人造人，他和其他人造人并肩作战。
- 麦考伊的真实身份不明，他既不和警方也不和人造人一伙，而是离开了城市。[9]

## 评价
总的来说游戏受到了正面的评价，在商业上也取得了成功，在全球售出了超过100万份。它被互动成就奖评为"年度最佳冒险游戏"，并被《PC Gamer》杂志提名为"最佳冒险游戏"。维珍互动曾希望西木开发续作，不过因为成本太高，在商业上不可行而放弃了。

## 重新发售

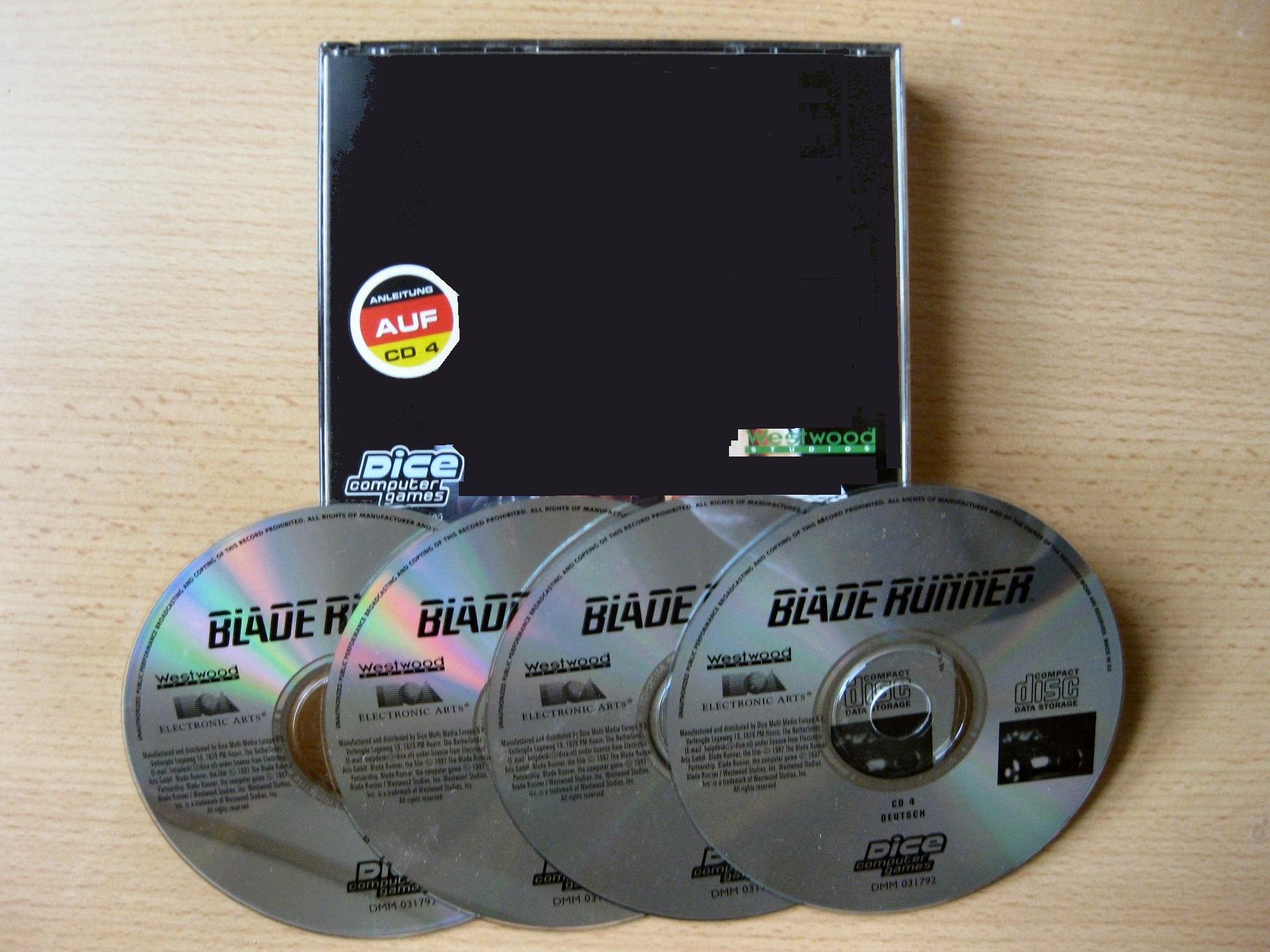
银翼杀手游戏光盘

游戏最初发行时的载体是4张CD。2019年12月，游戏在GOG.com平台以数字版的形式重新发售。2022年6月，一个增强版在PC和主机上发售。增强版添加了对游戏手柄的支持，不过收到的评价不高。

## 脚注
1. ↑  外表和行动都很像人类的生化机器人。在游戏的设定中，人造人只能在外太空殖民地工作和生活，出现在地球上是违法行为，会被处以极刑。
2. ↑  如白龙拉面店、洛杉矶警察局、泰瑞尔大厦等
3. ↑  而不是等待玩家的动作
4. ↑  多使用3D加速卡的基于多边形的渲染器
5. ↑  有时玩家必须解开一个强制的谜题
6. ↑   一个具有强大的三维分辨率的电脑系统，可以增强图片，让玩家找到图片里的细节
7. ↑  问了太多高强度的问题，导致其压力过大
8. ↑  另一方面，如果玩家问了很多低强度的问题，则可能无法得到确定的结果
9. ↑   会随机选择前三种风格之一
10. ↑  如果玩家曾找到过照片
11. ↑  嫌犯的线索被分成了四类，分别是 "下落" (嫌犯曾经到访的地点，对他们现在地点的建议）、 "MO" (和嫌犯之前行动有关的信息，和对他们未来行动的建议）、 "人造人"（任何支持嫌犯是人造人的证据）和 "非人造人"（任何支持嫌犯是人类的证据）
12. ↑   括号内是配音演员，下同
13. ↑   以维克多·加德尔（Victor Gardell）的名义
14. ↑  由于大部分动物都已经灭绝，所以杀死动物几乎是和杀人一样的重罪